# Botel Čechie
Botel Čechie byl zakotvený od roku 1996 u Smetanova nábřeží na levém břehu Labe v centru Hradce Králové. Od roku 1997 nebo 1998 v něm byl otevřený hotel a restaurace, jejichž provoz byl ukončen roku 2001. Od února 2011 byl rozebírán a její díly majitel prodal jako sběrné suroviny.

## Historie
Loď byla postavena v letech 1989 – 1991, původně byla určená pro flotilu Německé demokratické republiky jako výletní loď Ericha Honeckera, avšak tomuto účelu nikdy nesloužila.
Loď koupila královéhradecká firma Zdeňka Pešáta a v roce 1995 přepravila po vodě do Chvaletic. V roce 1996 byla loď rozebrána na díly a po silnici přepravena do Hradce Králové a v roce 1997, po zkompletování horní paluby, instalace zařízení a vybudování provizorních přípojek zahájila provoz jako botel. Po několika letech se firma dostala do finančních problémů a konkursu a ještě před rokem 2000 byl provoz botelu ukončen. V roce 2000 byl provoz ještě nakrátko obnoven pro konání semináře ISSS 2000. V roce 2001 se Pešátova firma dostala do konkursu a následujících sedm let probíhal soudní spor, zda plavidlo mělo být do konkursu zahrnuto. V roce 2008 soud rozhodl, že nikoliv a že loď patří firmě, která jej do Hradce Králové nechala přivézt.
V roce 2005 město usilovalo do roka zajistit odstranění plavidla, protože v případě povodně by mohlo poškodit královéhradecké mosty a jez. Město bylo ochotno loď odkoupit a na vlastní náklady zlikvidovat, ale kvůli nevyjasněným majetkovým vztahům to nebylo možné. Jako majitel byl nakonec potvrzen původní majitel Zdeněk Pešát a ten vyslovil záměr přepravit plavidlo do Prahy. V březnu 2008 město předpokládalo, že loď bude z Hradce Králové odstraněna do podzimu 2008. V dubnu 2008 však majitel Zdeněk Pešát oznámil, že loď zůstane v Hradci Králové, protože našel místního kupce. O několik dní později bylo zveřejněno, že o koupi usilují dva zájemci.

### Likvidace lodě
Na konci února 2011 začala firma Morkus Morava, která byla vlastníkem lodě, loď postupně od vrchu dolů rozřezávat a odvážet do šrotu. V demolici v roce 2009 napomohla firma Falco II, která při pokusu o renovaci a opravu lodi rozebrala interiér a zjednodušila demolici. Vana lodě, která byla opřena o dno Labe už přes pět let, kdy se snížila hladina Labe, měla téměř nulový ponor. Likvidace vany se prováděla na břehu, kdy se vyzdvihla dvěma jeřáby a položila na břeh, kde byla rozřezána a odvezena do šrotu. Po Čechii zbylo jen kotviště.

## Popis plavidla
Loď měla délku 52 metrů a šířku 8,2 metrů. Vážila přes 200 tun. Neměla vlastní motory a nebyla schopná samostatné plavby. Měla celkem 52 lůžek, z toho 18 v 9. luxusních kajutách s možností přistýlek pro děti a zbytek v dalších 16. kajutách. Všechny kajuty měly vlastní koupelnu, kuchyňku a klimatizaci. Na lodi byla také kavárna, bar, restaurace ve stylu Rudolfa II. a taneční parket.